# Ridhima Pandey
Ridhima Pandey (octubre de 2007 o 2008, según la fuente) es una activista de la India que hace campaña para la acción contra el cambio climático. Ha sido comparada con Greta Thunberg.

## Biografía
Pandey vive en Uttarakhand, un estado en el norte de la India. Su padre, Dinesh Pandey, también es un activista climático que ha trabajado en Uttarkhand en esta tarea durante 16 años.
La casa de Pandey en Uttarakhand se ha visto afectada por un clima severo en los últimos diez años. En 2013, más de 1000 personas murieron en inundaciones y deslizamientos de tierra. Casi 100.000 personas tuvieron que ser evacuadas de la región.
Según el Banco Mundial, es probable que el cambio climático aumente la presión sobre el suministro de agua en India.

## Activismo climático

### Acción judicial contra el Gobierno indio
A los nueve años, Pandey presentó una demanda contra el gobierno de la India sobre la base de que no habían tomado las medidas necesarias contra el cambio climático que habían acordado en el Acuerdo de París. Este caso judicial fue presentado en el Tribunal Verde Nacional (NGT), un tribunal que se estableció en 2010 que se ocupa únicamente de casos ambientales. Pandey también pidió al Gobierno que prepare un plan para reducir las emisiones de carbono y un plan nacional para frenar el impacto del cambio climático, incluida la reducción del uso de combustibles fósiles en la India.

En una entrevista con The Independent Pandey dijo:
“Mi Gobierno no ha tomado medidas para regular y reducir las emisiones de gases de efecto invernadero, que están provocando condiciones climáticas extremas. Esto me afectará tanto a mí como a las generaciones futuras. Mi país tiene un enorme potencial para reducir el uso de combustibles fósiles y, debido a la inacción del gobierno, me acerqué al Tribunal Verde Nacional.”
La NGT desestimó su petición, afirmando que estaba "cubierta por la evaluación del pacto ambiental".

### Queja a las Naciones Unidas
El 23 de septiembre de 2019 Pandey presentó junto con otros 15 niños, entre ellos Greta Thunberg, Ayakha Melithafa y Alexandria Villaseñor, una denuncia ante el Comité de los Derechos del Niño de las Naciones Unidas, en la que acusaba a Argentina, Brasil, Alemania, Francia y Turquía de violar la Convención sobre los Derechos del Niño al no abordar adecuadamente la crisis climática.

## Premios
Pandey estaba en la lista de las 100 mujeres de la BBC anunciada el 23 de noviembre de 2020.

### Más activismo
Pandey ha pedido una prohibición completa del plástico, argumentando que su producción continua es el resultado de la demanda de los consumidores. También ha pedido al gobierno indio y a las autoridades locales que hagan más para limpiar el río Ganges.

Pandey es citada en su biografía sobre Niños vs Cambio Climático afirmando su objetivo:
“ Quiero salvar nuestro futuro. Quiero salvar el futuro de todos los niños y todas las personas de las generaciones futuras.”